# Флаг Покачей
Флаг муниципального образования город Покачи Ханты-Мансийского автономного округа — Югры Российской Федерации — опознавательно-правовой знак, служащий официальным символом муниципального образования.
Флаг города Покачи является символом единства и взаимодействия граждан, населяющих город.
Ныне действующий флаг утверждён 3 сентября 2013 года решением Думы города Покачи № 80 и подлежит внесению в Государственный геральдический регистр Российской Федерации.

## Описание
Описание флага, утверждённого решением Покачевской городской Думы от 19 апреля 2000 года № 14, гласило:
«Флаг города Покачи представляет собой прямоугольное двухстороннее полотнище из двух равновеликих полос: верхней — голубого, нижней — зелёного цветов, разделённых узкой белой полосой. Отношение высоты полотнища (по древку) к общей длине флага 1:2, отношение белой полосы к высоте полотнища 1:20. В середине полотнища в белом круге, диаметр которого составляет 1/3 длины полотнища, изображён красный соболь. По краю белого круга расположен красный орнамент».
Описание флага, утверждённого решением Думы города Покачи от 30 апреля 2013 года № 33, гласило:
«Флаг города Покачи представляет собой прямоугольное полотнище с отношением ширины к длине 2:3, состоящее из двух горизонтальных полос синего (вверху) и зелёного цветов, соединённых орнаментально в форме орнамента „Оленьи рога“, по линии деления горизонтальных полос — тонкая полоска белого цвета, вверху — золотой фонтан, сопровождаемый во главе золотым пламенем, внизу — обращённый и обернувшийся соболь. Фонтан, пламя и соболь тонко окаймлены чёрным цветом».
Описание флага, утверждённого решением Думы города Покачи от 3 сентября 2013 года № 80, гласит:
«Флаг города Покачи представляет собой прямоугольное полотнище с отношением сторон 2:3, состоящее из двух равновеликих горизонтальных полос синего (вверху) и зелёного цветов, соединённых орнаментально в форме орнамента „Оленьи рога“; по линии соединения полос сообразно орнаменту — полоса белого цвета, шириной 1/20 ширины полотнища флага; в центре верхней полосы — фонтан жёлтого цвета о двух разделяющихся надвое струях, выше которого — пламя жёлтого цвета; в центре нижней полосы — обращённый от древка и обернувшийся соболь жёлтого цвета с глазами чёрного цвета».